# ふいご職人 (オルガン)

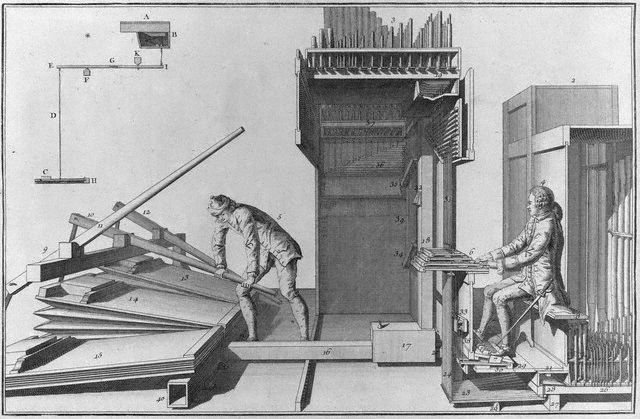
左のふいご職人が、重りで下がってくるふいごの上部を梃子で次々と引き上げていく。並んでいるふいごを全て引き上げ終える（＝空気で満ちる）と、最初のふいご（＝送風が進んで畳み込みが進行してくる）に戻って同じ作業を繰り返す。右側が演奏者。1776年、フランスの修道士でオルガン製造職人べド・ド・セル(Bédos de Celles (fr))による銅版画、「オルガン操作法」(L'art du Facteur d'Orgues)から。

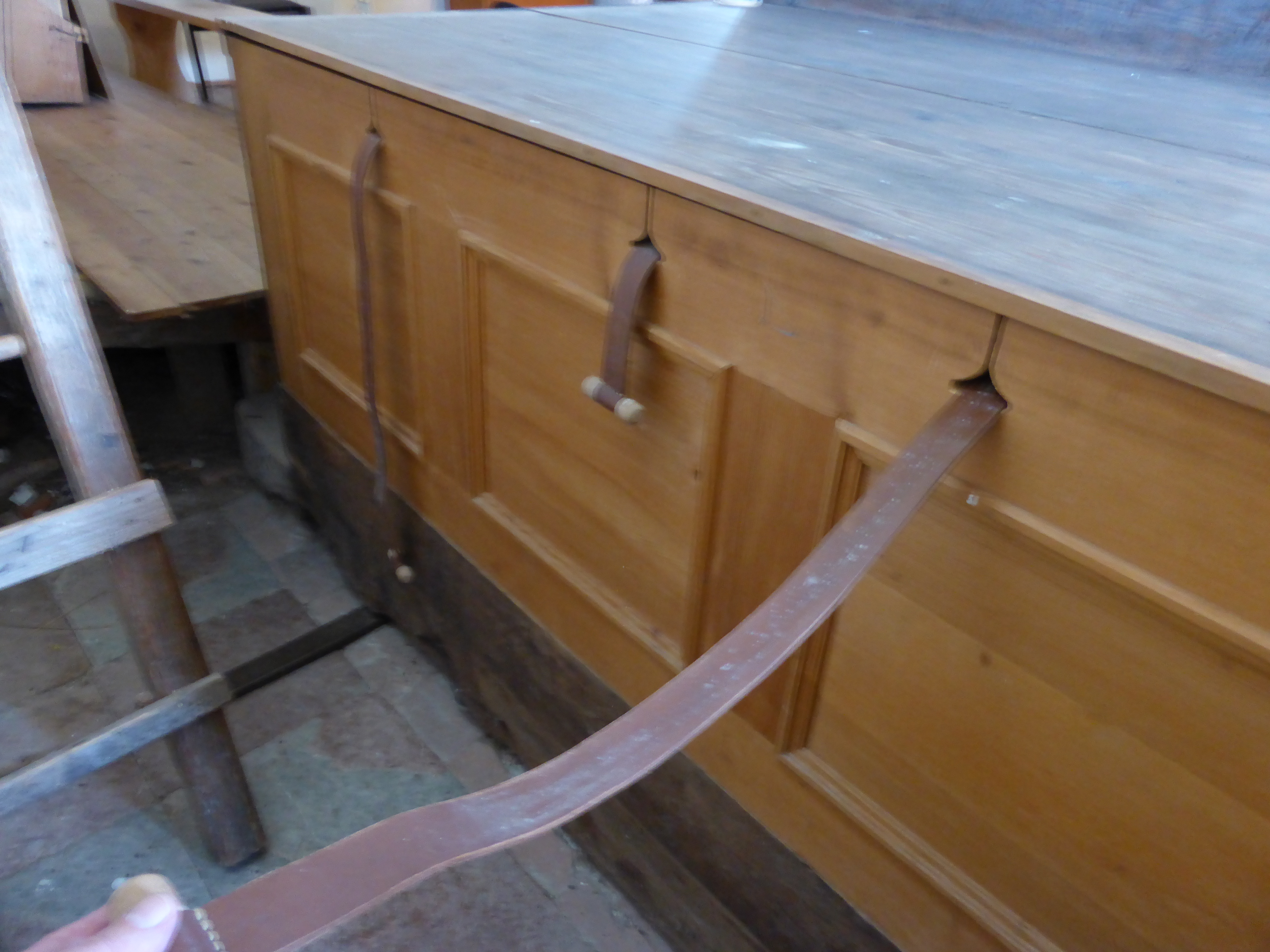
三つのくさび型ふいごを「搾乳」方式(Melken)で引く機構。ミュンスターの教会から

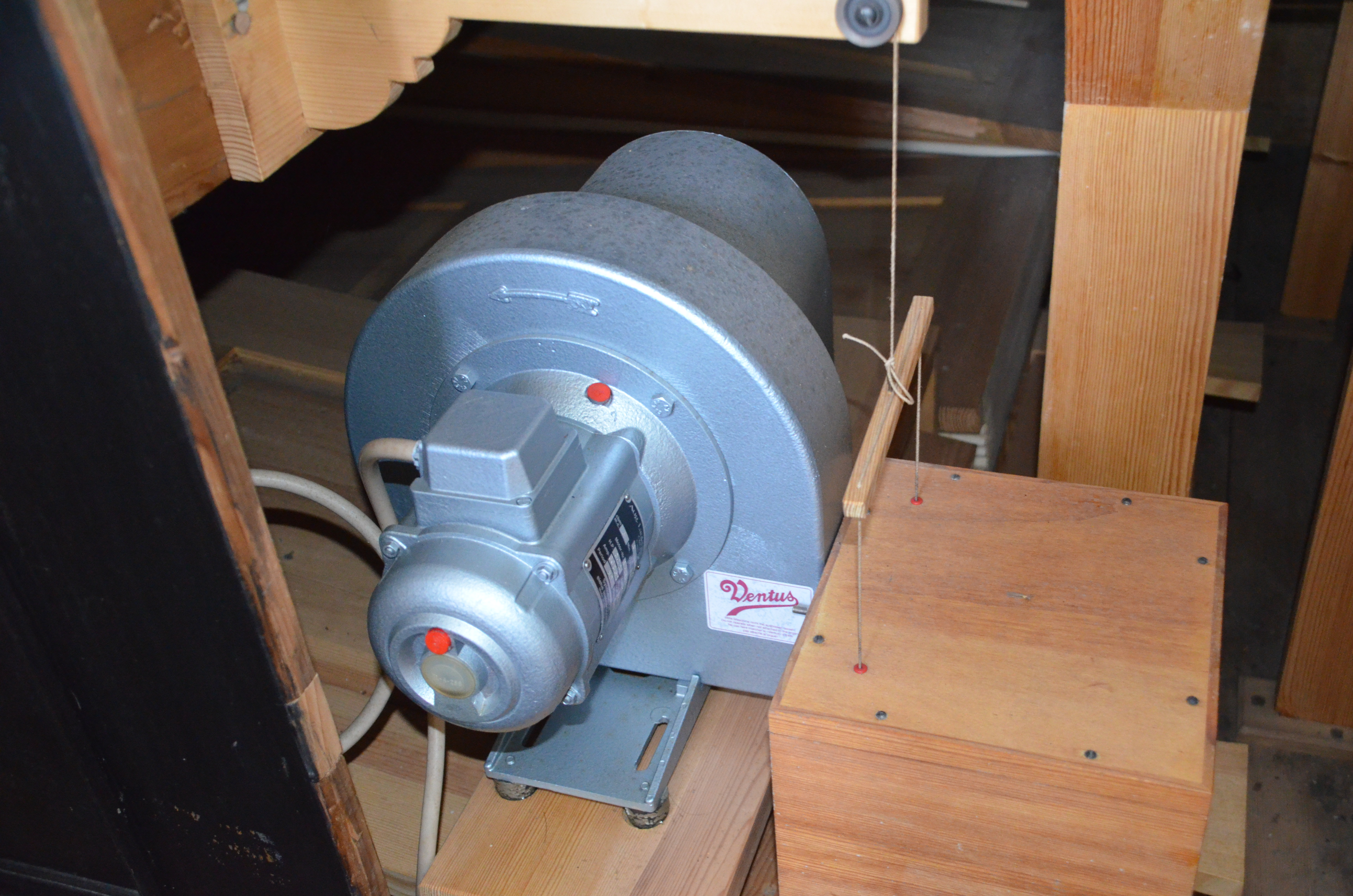
スロットルバルブ機構の付いた送風モーター

ふいご職人（ドイツ語：Kalkant, Calcant、意味：「踏む人」「踏み手」。ラテン語のcalcare「踏む」から）は、オルガンの演奏時に楽器（パイプ部）に送風するため、ふいごの操作を担当する人のこと。ドイツ語ではラテン語由来のKalkantの他、ドイツ語固有のBalgtreter (Bälgetreter)（「ふいご踏み」「ふいご踏み手」、Balg・Bälge＝「ふいご」、treter＝「踏む人」）の呼称もある。未成年が担当する場合にはOrgelbub（「オルガン少年」）とも呼ばれ、ふいごが踏む方式ではなく引っぱる機構の場合にはOrgelzieher（「オルガン引き」「オルガン引き手」）やOrgelmelker（「オルガン搾り」「オルガン搾り手」、搾乳<独：melken>に似た動きから）の呼称も使われた。簡易な機構のポジティブ(en)やレガール(en)では助手一人による手動での操作が可能で、稀に演奏者自身が行うこともある。大規模なオルガンになると10人以上の人手が必要になり、手足や全身の力を使って任務に当たった。

## 任務
オルガンの演奏台では、ストップノブ列の中に、ふいご職人に合図を送るための特別なノブ（独：Kalkantenruf、Ruf＝「呼びかけ」「合図」）があり、ふいご付近のベル（Kalkantenglocke、Glocke＝「ベル」）が鳴って始動のタイミングを演奏者から直接知らせることができた。
宮廷のオルガンではオルガン製造職人がふいご職人を兼任していた。グラーツにハプスブルク家の宮廷があった時代(1379-1619)には、常勤の宮廷ふいご職人(Hofcalcant)が大公宮殿に勤務しており、宮廷礼拝堂と宮廷教会付属のオルガンその他の鍵盤楽器を取り扱った他、演奏中にはふいごの送風任務に当たり、人数が多くなると集団作業の指揮も重要な任務となっていた。
オルガンの演奏者は自身の演奏技術のみならず、ふいご職人に対して仕事への責任感の醸成や操作技術の維持向上を監督する必要もあった。地方の小規模な教会になると、学校に通う子供や農業・手工業の見習い少年が担当することもあり、不意に持ち場を離れたり任務をサボったりするなどしてコミカルな状況に陥ることもあった。ふいごの操作を堅信礼志願者(英：confirmand、独：Konfirmand)に習熟させるケースもあり、1950年までこの慣習を続けていた東部フリースラントのカロリーネンジーラー教会(de)の例もある。

## 現代の状況
電力供給が確立した時代になると、人力による送風作業は廃れ、電気駆動の送風機による送風へと代わっていった。送風機の技術改良が進むと、騒音も抑えられるようになった。このように教会に電力が通るようになると、往時のふいごは一つのみを用いて送風機から風の供給を受け、他は使用されなくなるのが通例である。
オルガンの修復が盛んな時代になると、ふいごが持つ「オルガンの肺」としての意味が見直されるようになり、ふいごが失われている場合には再建されることもある。「生きた風」(lebender Wind)の復活により歴史的な楽器としてのオルガンの音色を取り戻そうという潮流に押され、コンサートやレコード録音に際して人力による送風を採用するケースも出ている。人力で起こす風にはモーター特有の空気の揺れがなく、風の乱れによる騒音もわずかである。人力で熟練レベルのふいご操作を行うと、耳の敏感な人には「オルガンの呼吸」(Atmen der Orgel)のように聞こえたりする。
近年では、往時のふいご機構の修復の際に、モーター駆動のふいご牽引機やポンプ機構が付けられることがある。この場合、全てのふいごを順次作動して人力作業に似た動きを再現する（2007年に修復されたオーストリア・ザルツブルク州St.Leonhard ob Tamsweg教会(de)にある1838年建造のオルガン<Dummel-Orgel>や、2009年に修復されたドイツ・バイエルン州フォルンバッハ(de)の修道院にある1732年建造のオルガン<Ignaz-Egedacher-Orgel>など）。